# Аварик
Аварикум (на латински: Avaricum) е главното укрепено селище на келтското племе битуриги в древна Галия.
В днешно време на негово място се намира град Бурж, разположен на територията на Франция. Името си дължало на река Авара (Евр).
Градът е построен на плодородни земи и от всички градове на битуригите е най-добре укрепения. Мястото му е специално избрано и одобрено от племето, тъй като е удобно от гледна точка на отбраната на града – Аварикум е разположен между река и блато и има един тесен вход.
След сражения с римляните, битуригите са принудени да отстъпят в града, предварително изгаряйки другите си селища. След обсада, римляните овладяват Аварикум през 52 г. пр.н.е. и избиват почти всичките 40 хиляди келти, събрани там. По-късно, града става столица на провинция Аквитания Прима, влизаща във Виенския диоцез.
|  | Тази страница частично или изцяло представлява превод на страницата „Аварик“ в Уикипедия на руски. Оригиналният текст, както и този превод, са защитени от Лиценза „Криейтив Комънс – Признание – Споделяне на споделеното“, а за съдържание, създадено преди юни 2009 година – от Лиценза за свободна документация на ГНУ. Прегледайте историята на редакциите на оригиналната страница, както и на преводната страница, за да видите списъка на съавторите. ВАЖНО: Този шаблон се отнася единствено до авторските права върху съдържанието на статията. Добавянето му не отменя изискването да се посочват конкретни източници на твърденията, които да бъдат благонадеждни. |